# Coeranoscincus
Coeranoscincus este un gen de șopârle din familia Scincidae.

Cladograma conform Catalogue of Life:
| Coeranoscincus | \| \| Coeranoscincus frontalis \| \| \| \| \| \| Coeranoscincus reticulatus \| \| \| \| |
|                | \| \| Coeranoscincus frontalis \| \| \| \| \| \| Coeranoscincus reticulatus \| \| \| \| |
|                | Coeranoscincus frontalis                                                                |
|                |                                                                                         |
|                | Coeranoscincus reticulatus                                                              |
|                |                                                                                         |